# 浅井江理名
浅井 江理名（あさい えりな、1981年2月6日 - ）は、日本の女優。兵庫県神戸市出身。梅花高等学校、青山学院大学卒業。
劇団ひまわり、砂岡事務所、サンミュージックプロダクションに所属。結婚後は芸能活動を休止していたが2015年キャストパワーに所属し芸能活動再開。2025年現在、浅井が企画し脚本演出家の川尻恵太が代表を務めるクリエイター集団MASHIKAKUに所属している。

## 出演

### 舞台
- Annie （1993年、青山劇場ほか） - 主演 アニー（「金井れな」名義）
- スクルージ （1994年、東京芸術劇場中ホールほか） - ベリンダ・クラッチト
- あ・うん （2001年、日生劇場）水田さと子
- 5 （2004年、「劇」小劇場）
- 世界の中心で、愛をさけぶ （2005年、世田谷パブリックシアターほか） - 広瀬亜紀の友人・安田
- FAME （2005年、東京芸術劇場中ホールほか）カルメン・ディアス
- 演劇集団Z-Lion 第二回公演「A Novel　文書く　Show」（2013年、上野ストアハウス）

### テレビドラマ
- 火曜サスペンス劇場 1995年殺人捜査（1995年、日本テレビ） - 高橋由美子 役
- 小児病棟・命の季節（1996年、EX） - 藤枝久美子 役
- ひとつ屋根の下2 （1997年、フジテレビ） - 寺田奈美 役
- 木曜の怪談'97 （1997年、フジテレビ） - 秋山マドカ 役
- クリスマスツリー「シンデレラより」（1997年、日本テレビ）主演　佐藤妙子
- やんちゃくれ （1998年 - 1999年、NHK総合）
- コワイ童話 親ゆび姫 （1999年、TBS / MBS） - 森本亜矢
- ハッピー 愛と感動の物語（1999年、TX）山中あかり
- 怖い日曜日・血の伝言（2000年、日本テレビ）主演　M
- らぶ・ちゃっと （2000年、フジテレビ）主演　るい子
- 編集王 第1話 （2000年、フジテレビ）第一話ゲスト主役
- 金曜エンタテイメント 「十二日間の悪夢」（2000年、フジテレビ） - 望月里香 役
- 時代劇 剣客商売 （2001年、フジテレビ） - おさき 役
- 金曜エンタテイメント お姫さま事件帖 （2001年、フジテレビ）
- 月曜ドラマSP・少年は鳥になった （2001年、TBS / MBS） - 長島光
- 月曜ドラマシリーズ 蜜蜂の休暇 （2001年、NHK総合） - 小寺初美 役
- ナショナル劇場 こちら第三社会部 （2001年、TBS / MBS） - 橋詰多香子 役
- 金曜エンタテイメント お姫さま事件帖2 （2002年、フジテレビ）
- さくら（2002年、NHK連続テレビ小説）回想の淑子
- はるちゃん6 （2002年、フジテレビ）
- 金曜エンタテイメント ニュースキャスター沢木麻沙子5 京都・別府殺人事件 （2002年、フジテレビ） - 宗像芙美子 役
- 怪談百物語 源氏物語（2002年、フジテレビ）
- 私のふるさと物語 （2002年、NHK-BS　視聴者参加型ドラマ）ヒロイン
- 金曜エンタテイメント おふくろシリーズ18 続おふくろのお節介 （2003年、フジテレビ）
- 警視庁鑑識班2004（2004年、日本テレビ） - 寺崎朝代 役
- 異議あり!女弁護士大岡法江 第2話 （2004年、テレビ朝日）
- ほんとにあった怖い話 「別荘ニテ待ツモノ」（2004年、フジテレビ） - 川浦さやか 役
- 月曜ミステリー劇場 教授検事・東京地検特捜部 （2004年、TBS / MBS）- 奈つみ 役
- 愛の劇場 よい子の味方 （2004年、TBS / MBS） - 三崎花 役
- MBS ドラマ30 虹のかなた （2004年、TBS / MBS） - 田代茜（元ビター・スウィーツ） 役
- ナショナル劇場 こちら本池上署 （2004年、TBS / MBS） - 安倍京香 役
- 火曜サスペンス劇場 北ホテル1（2004年、日本テレビ） - 山野友紀 役
- 松本清張ドラマSP 黒の回廊（2004年、日本テレビ）江木雅美
- 夢で逢いましょう （2005年、TBS / MBS）
- 金曜エンタテイメント 仕置き代理人 鏡俊介の痛快事件簿 （2005年、フジテレビ）
- 月曜ミステリー劇場　運のない女　最期の誕生日（2005年、TBS）
- 刑事部屋（2005年、EX） - 前園看護師 役
- 金曜プレミアムSPドラマ 大奥（2016年、フジテレビ） - お楽 役

### 映画
- スカイハイ （2003年）
- 新・影の軍団 〜最終章〜 服部半蔵最期の戦い （2005年） - 朝鮮皇妃・明妃
- オボエテイル （2005年）

### バラエティ
- はなきんデータH （1995年、テレビ朝日）

### CM
- ハウス食品 「特選生わさび」
- 徳島製粉 「金ちゃん焼きそば」
- JR四国 （1993-1994年）
- 積水ハウス （1994年）
- 神明 「あかふじ米」（1994年）
- カシオ 「カラーピッキートーク」「光シールワープロII」「POPCLUB II」（1995年）
- 江崎グリコ 「焼チョコ?」（1997年）
- 江崎グリコ 「コロン」
- 中国銀行イメージガール